# 씨프: 더 다크 프로젝트
《씨프: 더 다크 프로젝트》(Thief: The Dark Project)는 로킹 글래스 스튜디오스가 개발하고 에이도스 인터랙티브가 배급한 1998년 잠입 게임이다. 《씨프》 시리즈의 첫 번째 게임으로 마이크로소프트 윈도우 플랫폼으로 제작됐다. 플레이어가 대도시의 도둑 개렛을 조종해 세상에 혼돈을 가져올 위협을 막는 내용을 담았다.
《씨프》는 PC 잠입 게임으로서 조명과 소리를 게임 역학에 적극적으로 이용했으며, 복잡한 인공지능을 통한 높은 상호작용성 게임플레이를 채택했다. 발매 당시 《씨프》는 동시대 1인칭 슈팅 게임들과는 달리 1인칭 시점을 사용하면서도 비전투를 권장하는 게임 목표를 가졌다.
출시 후 《씨프: 더 다크 프로젝트》는 2000년까지 50만 장이 판매돼 로킹 글래스 스튜디오스 역대 최고 판매량 작품이 됐다. 1999년, 새 스테이지를 추가하고 일부 스테이지를 수정한 확장판 《씨프 골드》가 발매됐다. 이후 같은 개발사가 제작한 후속작 《씨프 II: 더 메탈 에이지 (2000)》와 《씨프: 데들리 섀도스 (2004)》 두 편이 출시됐다.

## 반응
《씨프: 더 다크 프로젝트》는 리뷰 애그리게이터 웹사이트 메타크리틱에서 18개 평가에 기반해 92/100점을 기록해 "전폭적인 호평"을 받았다.

## 참조

### 주해
1. ↑  영어: Thief Gold